# Dieter IV. Kämmerer von Worms
Dieter IV. Kämmerer von Worms (* um 1385; † 12. März 1458 oder † 12. März 1453) war ein hoher Verwaltungsbeamter des Kurfürsten von Mainz und entstammte der ritterschaftlichen Familie der Kämmerer von Worms.

## Familie
Dieter IV. war ein Sohn von Dieter III. Kämmerer von Worms, der ab 1360 dokumentiert ist, am 23. September 1398 verstarb und 1387 Bürgermeister der Stadt Worms war. Die Mutter von Dieter IV. war Guda, Tochter des Konz Landschad von Steinach. Sie verstarb am 16. September 1403.
Dieter IV. war drei Mal verheiratet:
- 1412[6] heiratete er Ida, eine Tochter von Peter III. Kämmerer von Worms. Sie starb 1439.[7] Aus dieser Ehe stammt sein Sohn Adam I. Er starb am 18. Dezember 1463. Verheiratet war er seit 1433 mit Kunigunde Beyer von Boppard. Nach dem Tod ihres Mannes wurde sie Nonne und starb als Äbtissin des Klosters Marienberg bei Boppard am 21. März 1476.[8]
- 1438[9] oder 1440[10] heiratete er erneut: Casula, Tochter von Hermann und Casula von Udenheim. Sie verstarb am 13. August 1448.[11]
- Um 1450[12] heiratete Dieter IV. zum dritten Mal und zwar Margareta, Tochter des Bernhard von Hirzberg, Witwe des Johann XVI. Kämmerer von Worms und starb am 4. Dezember 1463.[13]

Als weitere Kinder von ihm werden genannt:
- Dieter[14], † 15. März 14(30)? ⚭ Margarethe von Hirzberg, † 4. Dezember 1463
- Johann, † 13. Juli 1432[15] oder 13. August 1432[16] oder 1465[17]

## Wirken
Dieter IV. wird ab 1404 erwähnt. 1420 wurde er Burggraf der Starkenburg. 1425–1431 amtierte er als Vizedom von Aschaffenburg für den Mainzer Erzbischof und Kurfürsten in Aschaffenburg.
Nachdem sein Cousin, Johann XVII. Kämmerer von Worms, am 2. Juli 1431 in der Schlacht von Bulgnéville gefallen war, übernahm er die Vormundschaft für dessen Kinder.
Am 31. August 1440 stifteten er und seine zweite Frau, Casula, einen Altar mit einer Ewigmesse in St. Martin Worms für das Seelenheil ihrer Vorfahren.